# Venwegen
Venwegen ist ein Stadtteil von Stolberg (Rhld.) in der Städteregion Aachen im Naturpark Nordeifel mit etwa 1.438 Einwohnern (Stand: 2017). Wegen seiner Nähe zu Aachen ist Venwegen ein beliebter Wohnort. Vor der Eingemeindung nach Stolberg betrug die Einwohnerzahl erst 900.

## Geografie
Venwegen hat die Anlage eines Straßendorfs, das sich in nordsüdlicher Ausrichtung entlang der L 12 zwischen dem Hönigerhof (280 m über NHN) und dem Birkenhof (320 m über NHN) in einer Länge von 1,7 km erstreckt. Im Norden liegt der Stolberger Stadtteil Breinig, im Süden Mulartshütte. Von Zweifall im Osten ist Venwegen durch den Münsterwald getrennt. Im Westen liegt der Aachener Stadtteil Hahn.

## Geschichte
Der Ort verdankt seinen Namen, dessen Schreibweisen auch Venewegen, Vinwegen, Vienwegen und Venweghe lauten, einem uralten Weg von Kornelimünster ins Hohe Venn. Der Name des Ortes wird 1303 erstmals urkundlich im Zusammenhang mit einem Franco von Venweghe erwähnt. Nach dem Weistum des Monschauer Reichswaldes hatte Venwegen das Recht der Viehweide und Eichelmast in diesem Wald. Der Ort gehörte bis 1794 zur Reichsabtei Kornelimünster, deren Rechte im Reichswald (Holzeinschlag und Köhlerei) ein in Venwegen wohnhafter Förster wahrnahm, danach bis zur Eingemeindung nach Stolberg am 1. Januar 1972 zur Gemeinde Kornelimünster im Landkreis Aachen. Nur vom September 1944 bis März 1945 hatte der Ort unter US-amerikanischer Besatzung eine eigene Verwaltung.

## Religion
Die Pfarrkirche St. Brigida wurde 1782 dank eines Beneficium errichtet, das der Venwegener Anton Heller (Haller) bereits 1757 in Zülpich gestiftet hatte. 1784 wurde sie eingeweiht, 1804 zur Pfarrkirche erhoben.

## Bildung
1819 wurde der Schulbetrieb in einem Haus mit Stall und Scheune an der heutigen Vennstraße aufgenommen, das die Gemeinde Kornelimünster gemäß der preußischen Schulgesetzgebung erworben hatte. Dorfschullehrer war bis 1897 Mathias Wilhelm Klein, danach sein Sohn Karl Hubert Alois Klein. Eine 1870 neben der alten Schule errichtete Schule wurde bald wieder zu klein. Die neue Grundschule wurde 1936 an der Mulartshütter Straße gebaut. Diese ist nun keine Grundschule mehr. Sie wurde zu einem Jugendtreff umgebaut, der auch von den Venwegener Pfadfindern genutzt wird.

## Sehenswürdigkeiten

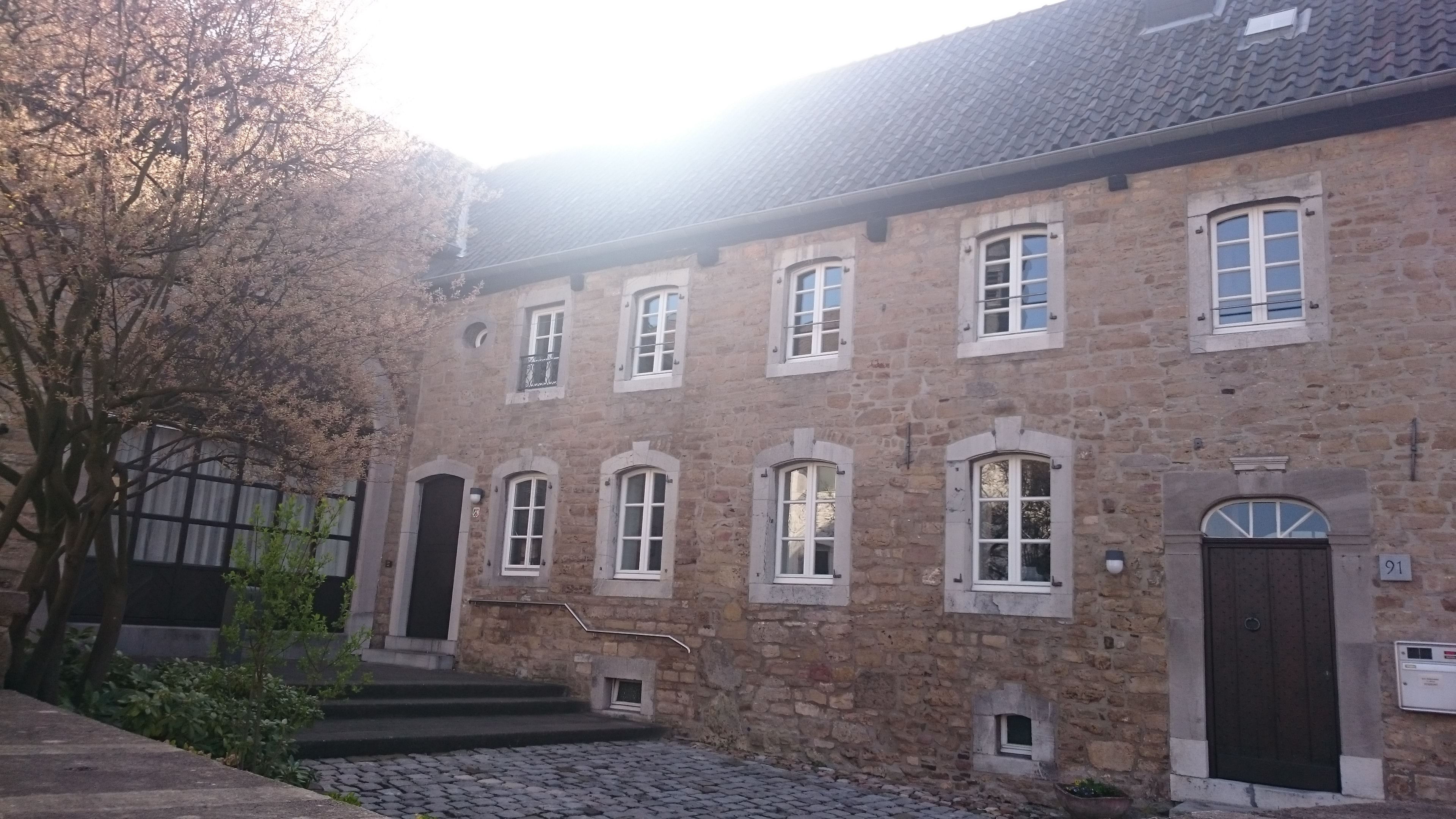
Winkelhofanlage in Venwegen

Unter Denkmalschutz stehen die Pfarrkirche St. Brigida aus dem Jahre 1782 und ein Teil der 50 Wohnhäuser an der Hauptstraße, zum Teil Winkelhofanlagen, aus dem 16. bis 19. Jahrhundert, deren Giebel meistens zur Straße gewandt sind. Das Tabernakel der Pfarrkirche ist ein 1729 für die Aachener Pfarrkirche St. Jakob hergestellter Hochaltar, der 1888 von der Pfarre erworben und in den 1980er Jahren restauriert wurde.
Die von den Christenserinnen geführte Klosteranlage Haus Maria im Venn liegt im Süden des Ortes am Waldrand und umfasst einen Kindergarten und ein Altenheim.
In Venwegen stehen drei Naturdenkmäler: Ein Feldahorn 300 m nördlich des Hönigerhofs, eine Linde in der Vennstraße und eine Lindengruppe auf dem Friedhof.

## Verkehr
Die AVV-Buslinien 61, 61E und 61ALT der ASEAG verbinden Venwegen mit Breinig. Aufgrund der Vollsperrung können die Linien 46 und N60 Venwegen während dieser Zeit nicht bedienen! Die Linie 61 bedient Venwegen nur Samstags.
| Linie | Verlauf |
| ----- | --- |
| 61    | Venwegen Süd – Breinig Entengasse Richtung Breinigerheide – Breinigerheide – Breinig Entengasse Richtung Breinigerberg – Breinigerberg (nur samstags) |
| 61E   | Breinig Entengasse – Venwegen Süd |
| 61ALT | Breinig Entengasse – Venwegen Süd (Mo–Fr abends, Samstags morgen und abend und Sonntags)                                                              |

## Vereine
- VfR Venwegen (Sportverein)
- Bürgerverein Venwegen
- PSG (Pfadfinderinnenschaft St. Georg) Stamm Venwegen
- St. Sebastianus Schützenbruderschaft 1872 Venwegen e. V.
- KV de Vennkatze 1949 e. V. (Karnevalsverein)
- Wanderclub Touristenverein 1910 Venwegen „Lustige Brüder“ e. V.
- Hahnenkomitee Venwegen(Aufgelöst 2012)
- Trommler und Pfeifercorps Venwegen 1923 e. V.
- Bruderschaft von Göreme und Zelve 1987
- Alte Schule Venwegen e. V.

## Persönlichkeiten
- Theodor Wagemann genannt Theo (1918–1998), Zeichner